# Вилхелм III фон Йотинген-Шпилберг
Вилхелм III фон Йотинген-Шпилберг (на немски: Wilhelm III von Oettingen-Spielberg; * 10 септември 1570 във Валерщайн; † 3 януари 1600 във Валерщайн) е граф и господар на Йотинген в Швабия и на Шпилберг (близо до Гунценхаузен в Средна Франкония), Бавария.
Той е големият син на граф Вилхелм II фон Йотинген-Валерщайн-Шпилберг (1544 – 1602) и съпругата му графиня Йохана фон Хоенцолерн-Зигмаринген (1548 – 1604), дъщеря на граф Карл I фон Хоенцолерн (1516 – 1576) и маркграфиня Анна фон Баден-Дурлах (1512 – сл. 1579).
Той умира преди баща си на 3 януари 1600 г. във Валерщайн на 29 години и е погребан там.

## Фамилия
Вилхелм III фон Йотинген се жени на 2 октомври 1589 г. в Аугсбург за Елизабет Фугер графиня цу Кирхберг и Вайсенхорн (10 юни 1570 – 12 март 1596), дъщеря на граф Маркс Фугер фон Кирхберг-Вайсенхорн-Нордендорф (1529 – 1597) и първата му съпруга графиня Сибила фон  Еберщайн (1531 – 1589). Те имат децата:

- Маркс Вилхелм фон Йотинген-Шпилберг (септември 1590 в Аугсбург – 15 септември 1614, убит в битка при Ньордлинген), граф на Йотинген-Шпилберг
- Йохан Албрехт фон Йотинген-Шпилберг (1591 – 18 юни 1632, убит в битка при Оберцел), граф на Йотинген-Шпилберг, женен I. на 6 ноември 1622 г. в Аугсбург за графиня Мария Елизабет Фугер цу Кирхберг-Вайсенхорн (11 септември 1605 – 15 септември 1628), II. на 6 ноември 1629 г. в Орт за Мария Гертруд фон Папенхайм-Тройхлинген (5 юни 1599 – 25 март 1675)
- Мартин Франц (* юни 1593)
- Йохана (* 1595)